# Planchonella vrieseana
Planchonella vrieseana là một loài thực vật có hoa trong họ Hồng xiêm. Loài này được (Pierre ex Burck) Dubard miêu tả khoa học đầu tiên năm 1912.